# Balticum TV
 Balticum TV – regionalny litewski kanał telewizyjny. Powstały 4 sierpnia 1989 roku. Program składa się z wiadomości, rozrywki, dyskusji i filmów. Balticum TV jest dostępny w okręgach Litwy Zachodniej oraz poprzez telewizję kablową w Wilnie, Szawlach i Poniewieżu. 